# 소녀시대의 공포영화 제작소
《소녀시대의 공포영화 제작소》는 MBC 간판 예능 프로그램 "일요일 일요일 밤에"의 코너로 매 회 그에 맞는 자질테스트 및 연기훈련을 거쳐 여성 음악 그룹 소녀시대의 멤버 중 최고의 호러퀸을 선정하는 연예 오락 프로그램이다.

## 출연자
- 소녀시대
- 조혜련
- 유세윤
- 김신영
- 이범수

## 방송목록
| - 상황1 - 느닷없는 조명사고 - 상황2 - 동네주민의 촬영 방해 - 상황3 - 흉가체험 도중 멤버 유리의 이상 행동 - 스페셜 게스트 (도사님) |

| - 조혜련 vs 유세윤 - 태연 vs 써니 - 서현 vs 티파니 - 조혜련 vs 김신영 |

| - 김신영 - 분노 - 태연 - 슬픔 - 수영 - 섹시 - 서현 - 할머니 |

| - 김신영 - 양호실 - 제시카, 티파니 - 과학실 [학생연기] - 태연, 써니 - 예능실 [선생님과 학생] - 서현, 수영 - 예능실 [선생님과 학생] |

| - 유리 vs 태연 - 수영 vs 써니 |

| - 태연 vs 수영 - 조혜련 vs 써니 - 유리 vs 유세윤 - 김신영 vs 서현,효연 |

| - 제시카 - 오메가쓰리 - 티파니 - 수영복 - 태연 - 전구세트 - 효연 - 라면, 냄비 - 서현 - 선글라스 - 써니 - 건강 베개 - 유리 - 밥상 - 수영 - 죽부인 - 이범수 선생님의 선택 : 오메가쓰리, 전구세트, 수영복, 선글라스, 베개 - 단신팀 승리! |

| - 림보 (단신팀 효연 승리!) - 단체전, 다리 찢기 (장신팀 승리!) - 단체전, 매직체어 (단신팀 승리!) - 최종 단신팀 승리! |

## 소녀시대의 후속 프로그램
- 소녀시대의 힘내라 힘